# Христо Мицковски
Христо Наумов Мицковски е югославски партизанин и деец на НОВМ.

## Биография
Роден е през 1926 година в Битоля. Първоначално завършва основно училище, а после се захваща да изучи шивашки занаят. През август 1944 година влиза в НОВМ в редиците на седма македонска ударна бригада. Убит е на 2 октомври 1944 година в битка с немските сили при Превалац.